# Famous Monsters
Famous Monsters è un album del gruppo punk statunitense The Misfits, pubblicato nel 1999 dalla Roadrunner Records.
È il secondo e ultimo lavoro in studio con Michale Graves, che lascia il gruppo nel 2000.
Per la canzone Scream! è stato girato un video musicale diretto dal maestro dell'horror George A. Romero, che vorrà il gruppo anche per un'apparizione nel suo film Bruiser - La vendetta non ha volto.

## Tracce
1. Kong at the Gates – 1:22
2. The Forbidden Zone – 2:23
3. Lost in Space – 2:27
4. Dust to Dust – 2:43
5. Crawling Eye – 2:22
6. Witch Hunt – 1:31
7. Scream! – 2:33
8. Saturday Night – 3:28
9. Pumpkin Head – 2:16
10. Scarecrow Man – 3:10
11. Die Monster Die – 2:00
12. Living Hell – 2:54
13. Descending Angel – 3:46
14. Them – 2:43
15. Fiend Club – 2:52
16. Hunting Humans – 2:06
17. Helena – 3:20
18. Kong Unleashed – 0:46
19. Devil Doll (incluso solo nell'edizione giapponese) – 3:12
20. 1.000.000 Years BC (incluso solo nell'edizione britannica) – 2:22
21. Helena 2 (incluso solo nell'edizione britannica) – 3:21

## Formazione
- Michale Graves - voce
- Jerry Only - basso
- Doyle - chitarra
- Dr. Chud - batteria